# Liste de fluvii
Mai multe „Liste de fluvii” sunt disponibile:
- Liste de fluvii după continent:
  - Listă de fluvii din Africa
  - Listă de fluvii din America
  - Listă de fluvii din Asia
  - Listă de fluvii din Australia
  - Listă de fluvii din Europa
  - Listă de fluvii din Oceania
- Listă de fluvii după lungime
- Listă de fluvii după debit mediu
- Lista celor mai mari bazine de înot
- Listă de fluvii europene cu nume diferite
- Listă de etimologii pentru nume de cai